# Donald Antrim
Pour les articles homonymes, voir Antrim.
Œuvres principales
- Votez Robinson
- Les Cent frères

Donald Antrim, né le 1er janvier 1958 à New York, est un écrivain américain.

## Œuvres

### Romans
- Votez Robinson, Éditions de l'Olivier, 2000 ((en) Elect Mr. Robinson for a Better World, 1993)
- Les Cent frères[1], Éditions de l'Olivier, 2003 ((en) The Hundred Brothers, 1997)
- Le Vérificateur, Éditions de l'Olivier, 2003 ((en) The Verificationist, 2000)
- La Vie d'après, Éditions de l'Olivier, 2008 ((en) The Afterlife: A Memoir, 2006)

### Recueils de nouvelles
- (en) The Emerald Light in the Air: Stories, 2014